# (31793) 1999 LB6
1999 LB6 (asteroide 31793) é um asteroide da cintura principal. Possui uma excentricidade de 0.06039270 e uma inclinação de 23.48315º.
Este asteroide foi descoberto no dia 11 de junho de 1999 por LINEAR em Socorro.